# Ордынок
Орды́нок — посёлок сельского типа в Жарковском районе Тверской области. Относится к Щучейскому сельскому поселению.
Расположен в 17 километрах к западу от районного центра посёлка Жарковский, на реке Меже, при впадении речки Ордынки.
Население по переписи 2002 года — 33 человека, 15 мужчин и 18 женщин.

## История
Ранее, на этом месте располагалась Ордынская Поречская общежительная мужская пустынь. Время основания точно неизвестно. По одним источникам, она основана в первой половине XV века, укрывшимися здесь от нападения ордынцев иноками. Затем она была разрушена разбойниками и возобновлена около 1700 года.
В XVIII — начале XX века монастырь находился на территории Смоленской губернии, Поречский уезд.